# 丹灶镇
丹灶镇，是中华人民共和国广东省佛山市南海区下辖的一个乡镇级行政单位，先前有“南海的西伯利亚”之称。2024年中国百强乡镇第36名。

## 行政区划
丹灶镇下辖以下地区：
丹灶社区、横江社区、金宁社区、罗行社区、南沙社区、丹灶村社区、石联社区、联沙社区、上安社区、新安社区、高海社区、罗行村社区、新农社区、荷村社区、大涡社区、仙岗社区、西城社区、银河社区、东升社区、劳边社区、下沙滘社区、沙滘村、建设村、良登村、塱心村、东联村、西联村、下滘村、中安村、西岸村、下安村、华南环保产业园社区和五金产业基地社区。